# Deževniki (ptiči)
Deževniki (znanstveno ime Charadriidae) so družina ptičev, ki vključujejo deževnike, prosenke, dularje in pribe. Družina vsebuje 69 vrst razdeljenih v 10 rodov.

## Taksonomija
Družino Charadriidae je leta 1820 uvedel angleški zoolog William Elford Leach (kot Charadriadæ) v vodniku po zbirkah Britanskega muzeja. Večina predstavnikov te družine je znanih pod imeni deževniki, prosenke, pribe ali dularji. Ta poimenovanja so precej nejasna in se v preteklosti niso dosledno uporabljala. Na splošno se večje vrste s širšimi krili pogosto imenujejo priba, manjše vrste z ožjimi krili pa deževnik, prosenka ali dular. Do nedavnega je veljalo, da te ptice tvorijo dve večji taksonomski podskupini: pribe naj bi spadale v poddružino Vanellinae, skoraj vse druge vrste pa v poddružino Charadriinae, z izjemo vrste prlivka, ki je bila uvrščena v ločeno poddružino Pluvianellinae.
Sodobne genetske raziskave pa so pokazale, da je bila ta razvrstitev polifiletska, pri čemer se je izkazalo, da so številne vrste, ki so jih tradicionalno uvrščali v rod Charadrius, bolj sorodne s pribami kot pa s tipsko vrsto tega rodu, Charadrius hiaticula (komatni deževnik). Zato so te vrste sedaj izločene v samostojen rod Anarhynchus (sinonim Ochthodromus).
Tretja bivša »poddružina« se je izkazala za nepovezano z drugimi deževniki, tako da so jo izločili iz družine Charadriidae. Zanjo so oblikovali lastno monotipsko družino Pluvianellidae.

## Opis
Pripadniki te družine so majhne do srednje velike ptice s kompaktnim telesom, kratkim in močnim vratom ter dolgimi, običajno koničastimi krili, vendar pa ima večina vrst prib širša in bolj zaobljena krila. Njihov kljun je običajno raven (razen krivokljunega deževnika) in kratek. Prsti na nogah so kratki, zadnji prst je pri nekaterih vrstah zmanjšan ali odsoten. Večina vrst iz te družine ima sorazmerno kratek rep, z izjemo kildira. V večini rodov sta si spola podobna, med spoloma je zelo malo spolnega dimorfizma. Po velikosti se gibljejo od vrste Anarhynchus collaris, ki doseže 26 g in meri 14 cm, do pribe Vanellus miles, ki tehta okoli 368 g in doseže 35 cm dolžine.

## Razširjenost in habitat
Razširjeni so po odprtih območjih po vsem svetu, večinoma v habitatih blizu vode, čeprav obstajajo nekatere izjeme: avstralska vrsta Peltohyas australis na primer raje živi na kamnitih tleh v puščavah osrednje in zahodne Avstralije, kildire pa pogosto najdemo na travnikih v Severni Ameriki.

## Vedenje in ekologija
Hrano iščejo z vidom, ne z otipom, kot to počnejo vrste z daljšimi kljuni. Njihova prehrana je odvisna od okolja in vključuje vodne in kopenske nevretenčarje, kot so žuželke, črvi, mehkužci in raki. Plen običajno lovijo s tehniko teka in postanka, namesto da bi neprekinjeno brskali po tleh, kot je značilno za nekatere druge skupine pobrežnikov. Poleg živalske hrane se prehranjujejo tudi z rastlinami.

### Gnezdenje
Velika večina vrst iz te družine ima monogamen sistem parjenja. Nekatere vrste pa odstopajo od tega vzorca: severne pribe so poligine, kar pomeni, da ima samec lahko več partnerk; gorski deževniki pogosto zvali več legel zapored, vsakič z drugim samcem – to je oblika poliandrije, kjer ima ena samica več partnerjev, vendar ne hkrati, temveč zaporedno; pri severnih dularjih samice tekmujejo za samce, samci pa skrbijo za zarod. Med gnezdenjem branijo svoje območje z vidnimi letalnimi predstavami.
Izležejo od dve do štiri jajca v gnezdo, ki je običajno plitva vdolbina na odprtem terenu. Jajca valijo 21–30 dni. Pri vrstah, kjer za valjenje skrbita oba starša, se način, kako si delita naloge, razlikuje tako med različnimi vrstami kot tudi med posameznimi pari iste vrste. Nekateri pari se menjavajo zjutraj in zvečer, tako da njun valilni ritem sledi 24-urnemu dnevu, drugih se samica in samec lahko zamenjata tudi do 20-krat na dan.
Večina ptic iz te družine skrbno varuje svoja jajca in mladiče. Starši opozarjajo svoje mladiče z alarmnim klicem, s svojim vedenjem odvračajo pozornost ali lahko celo napadejo plenilca ali vsiljivca. Mladiči se skoraj takoj po izvalitvi lahko samostojno gibajo. Starši jih ne hranijo.